# 송호고등학교
송호고등학교(松湖高等學校)는 대한민국 경기도 안산시 상록구 이동에 위치한 공립 고등학교이다.

## 학교 연혁
- 2003년 1월 13일 : 송호고등학교 설치 조례 제정(36학급 설립인가)
- 2003년 3월 1일 : 초대 원유현(元裕賢) 교장 취임
- 2003년 3월 5일 : 제1회 입학식(15학급 526명)
- 2003년 10월 23일 : 개교기념식(송호제)
- 2005년 11월 21일 : 신관 8개 교실 준공
- 2006년 2월 9일 : 제1회 졸업식(507명)
- 2009년 12월 9일 : 솔못마루 개관식
- 2016년 3월 3일 : 급식실 현대화 사업
- 2020년 3월 1일 : 제5대 황교선 교장 취임
- 2024년 1월 9일 : 제19회 졸업식(12학급 277명) (누계 10,563명)
- 2023년 10월 4일 : 도서관 현대화 사업 재개관
- 2024년 3월 4일 : 2024학년도 입학식(11학급 292명)

## 참고 자료
- 송호고등학교 - 한국교육학술정보원 학교알리미